# Teishō
Teishō ist die spirituelle Erläuterung der Prinzipien des Dharma im Zen.
In den Teishōs befasst sich der Lehrer mit den Inhalten des Zen. Von einem Vortrag unterscheidet sich das Teishō durch das Zeigen des Dharma – der unverstellten Wirklichkeit, wie sie ist. Äußerer Anhaltspunkt des Teishos sind meist traditionelle buddhistische Texte. Auch Koans werden besprochen. Der Lehrer kann und wird den Schülern das Koan beziehungsweise das Dharma nicht als innere Einsicht vermitteln. Er betont bestimmte Aspekte, erklärt historische Hintergründe oder sprachliche Besonderheiten. Der Vortrag wird frei und spontan gehalten. Er ist oft kraftvoll oder lustig, dramatisch und anfeuernd. Er soll sowohl intellektuell als auch spirituell die Erkenntnis der Schüler vertiefen.
Der Begriff Teishō wird am häufigsten für die formellen Zen-Rede verwendet, die der Zen-Meister für seine Schüler während der Perioden intensiver Zen-Praxis (japanisch: Sesshin) hält. Teishô finden in der Regel in der sogenannten Dharma-Halle (japanisch: Hattô) vor der gesamten Gemeinschaft der Praktizierenden (Sangha) statt. Der Meister nimmt dabei auf einem erhöhten Podest (japanisch: Hôza) Platz, das als zentrales Podest (erhöhte Plattform) bezeichnet wird. Die Rede selbst hat die Form eines Kommentars zu einem klassischen Zen-Text, wie den Sprüchen von Linji Yixuan oder dem Wu-men Kuan (japanisch: Mumonkan) und Sutras oder klassische Schriften wie dem Shōbōgenzō. Teishō sind jedoch keine Vorlesungen im akademischen Sinne, sondern eine Form der unmittelbaren, interaktiven Lehre.